# Fruktoza 1,6-bisfosfat
Fruktoza 1,6-bisfosfat (Harden-Jangov estar) je fruktozni šećer koji je fosforilisan na ugljenicima 1 i 6 (i.e. on je fruktozofosfat). β--forma ovog jedinjenja se veoma često javlja u ćelijama. Najveći deo glukoze i fruktoze koji ulazi u ćelije se pretvara u fruktozu 1,6-bisfosfat u nekom trenutku.

## Fruktoza 1,6-bisfosfat u glikolizi
Fruktoza 1,6-bisfosfat je na glikoliznom metaboličkom putu i formira se fosforilacijom fruktoza 6-fosfata. Ona se zatim razlaže u dva jedinjenja: gliceraldehid 3-fosfat i dihidroksiaceton fosfat. Ona je alosterni aktivator piruvatne kinaze.

## Izomerizam fruktoza 1,6-fosfata
Fruktoza 1,6-fosfat ima samo jedan biološki aktivan izomer, β--formu. Postoje mnogi drugi izomeri, koji su analogni izomerima fruktoze.

## Helacija gvožđa
Fruktoza 1,6-bis(fosfat) takođe ima sposobnost vezivanja i sekvestracije Fe(II), rastvorne forme gvožđa čija oksidacija do nerastvornog Fe(III) može da formira reaktivni kiseonik putem Fentonove hemije. Sposobnost fruktoza 1,6-bis(fosfata) da veže Fe(II) može da spreči takav prenos elektrona, te ona stoga deluje kao antioksidans u telu. Pojedine neurodegenerativne bolesti, kao što su Alchajmerova i Parkinsonova, su povezane sa metalnim naslagama koje sadrže gvožđe, mada nije poznato da li Fentonova hemija ima znatnu ulogu u tim bolestima, i da li fruktoza 1,6-bis(fosfat) može da ublaži te efekte.